# Krassy Renáta
Krassy Renáta (1975. május 20. –) magyar színésznő.

## Életpályája
Tanulmányait Toldy Máriánál kezdte a Vasutas Musical Stúdióban, majd Malek Miklós vezetésével számos televíziós műsorban szerepelt.
2001-ben diplomázott a Színház- és Filmművészeti Egyetemen, operett-musical szakon. A József Attila Színházban és a Madách Színházban dolgozott.
1996-ban részt vett az 1996-os Eurovíziós Dalfesztivál magyarországi dalválasztó döntőjében ahol 26 ponttal a 3-ik helyen végzett.

## Színházi szerepei
- A bolond lány – Antoinette Sévigré (József Attila Színház)
- Anna Karenina – Anna Karenina (Madách Színház)
- A nyomorultak – Cosette (Madách Színház)
- A Pál utcai fiúk – Csele (József Attila Színház)
- A Tom Sawyer kaland (GNM Színitanoda)
- Angyalföldi ballada (József Attila Színház, 2015)
- Az operaház fantomja – Christine Daaé (Madách Színház)
- Best of Webber (Müpa)
- Billy Elliot – a Musical (Magyar Állami Operaház)
- Csipkerózsika (Budaörsi Latinovits Színház)
- Én, József Attila – Kozmutza Flóra (Madách Színház, 2012)
- Három a kislány (Gózon Gyula Kamaraszínház)
- Helyet az ifjúságnak (József Attila Színház)
- Lássuk a medvét! (József Attila Színház)
- Leányvásár – Lucy (Győri Nemzeti Színház)
- Made in Hungária – Marina (József Attila Színház)
- Mi vagyunk a musical! (Madách Színház)
- Nebántsvirág – Sylvia (József Attila Színház)
- Szegény gazdagok (József Attila Színház)
- Szilveszterezzen velünk! (József Attila Színház)
- Táncoló hóember (József Attila Színház)
- Volt egyszer egy csapat – Mary (Madách Színház)
- Végtelen szerelem (Madách Színház)